# Erasmo Braga
Erasmo de Carvalho Braga (Rio Claro, 23 de abril de 1877 — Niterói, 11 de maio de 1932) era pastor, professor, missionário, poliglota, tradutor, escritor e músico, tocava órgão e piano com excelência.
Filho de João Ribeiro de Carvalho, também pastor, convertido após ler uma bíblia que havia sido vendida como papel de embrulho em 1871 e Alexandrina Teixeira da Silva Braga.
Estudou na Escola Americana e foi ordenado pastor em 5 de setembro de 1898. Em 1899 fundou a revista O Puritano como alternativa a O Estandarte, junto com Álvaro Reis.
Líder do Período de Cooperação da implantação da Igreja Presbiteriana do Brasil, Erasmo Braga foi um dos maiores influenciadores evangélicos do seu tempo, por sua capacidade de dialogar, respeitar as diferenças e crença na colaboração entre religiões.
Participou do Congresso de Ação Cristã no Panamá, em 1916, onde foram discutidas as estratégias missionárias e o ecumenismo para a América Latina. Como desdobramento desse Congresso, Erasmo Braga organizou, ainda em 1916, no Rio de Janeiro, uma Conferência Regional de evangélicos, para discutir um plano geral para o protestantismo brasileiro. A agenda daquela conferência incluiu:
- - a organização de escolas protestantes;
  - apoio financeiro para as igrejas nacionais;
  - a criação de uma universidade que alcançasse as classes mais educadas;
  - a formação de um seminário não-denominacional, o Seminário Unido;
  - a criação de um Comitê de Cooperação Brasileiro, no estilo do Comitê de Cooperação Latino-americano (CCLA).

Em 1918, criou o Comitê Brasileiro de Cooperação (CBC) que presidiria até sua morte em 1932, que chegou a reunir dezenove organismos eclesiásticos, incluindo igrejas,
sociedades missionárias e outras organizações evangélicas.
O CBC produziu literatura para as Escolas Bíblicas Dominicais, desenvolveu projetos missionários entre povos indígenas, estabeleceu relações com movimentos sociais, fundou o Seminário Unido, publicou livros e enviou Erasmo Braga como seu representante na Conferência Missionária do Conselho Mundial de Igrejas em Jerusalém, em 1928. 
Foi o primeiro presidente do Conselho do Colégio Mackenzie (1923).
Em 1925, presidiu o Congresso de Montevidéu, no qual foram debatidas estratégias missionárias de diversas denominações protestante para a América Latina, esse evento, apesar de contar com diversos missionários norte-americanos dentre os seus integrantes, teve o espanhol como língua oficial. Em 1929, foi presidente de honra do Congresso de Havana, no qual 118 dos 200 delegados eram latinoamericanos. Esse evento teve os seguintes temas centrais: solidariedade evangélica, educação, ação social e literatura.
De 1924 a 1926 presidiu a Assembléia Geral da Igreja Presbiteriana do Brasil. Seu pai foi o também pastor João Ribeiro de Carvalho Braga, que também presidiu o Supremo Concílio.

## Panorama da época
O panorama da época em que viveu Erasmo de Carvalho braga, século XX, foi característico pelo término do regime monárquico, sob grande influência do clero católico e do catolicismo em geral. O Brasil, nesse momento, trilhada em direção de algo novo. Se tornam pauta os ideais de progresso, modernidade, desenvolvimento e civismo.
Outro fator importante era a admiração pelo modelo de vida dos Estados Unidos que eram, naquela época, o melhor exemplo de nação unida e desenvolvida.
A grande maioria da população ainda estava concentrada na zona rural e o índice de analfabetismo era alto.
Inserido nesse período, Erasmo foi considerado um personagem que não explica o seu tempo, mas que foge dele por ser e estar além dele.
Editoras que investiram na criação e desenvolvimento de materiais didáticos e infantis, como a Editora Melhoramentos e a Editora Weiszflog Irmãos se destacaram entre as outras. Essas editoras tiveram em seguida uma grande demanda de produção devido a discussão sobre a reforma do sistema educacional brasileiro, pauta que se tornou eminente com o advento da República.

## Primeiros anos e formação - Educador e Pastor desde pequeno
Erasmo Braga passou toda a sua infância em Botucatu(SP), cidade em que estudou pela primeira vez em uma escola, a Escola Botucatuense.
Sua mãe, Alexandrina Teixeira da Silva Braga, dirigia a Escola Botucatuense e, por esse motivo, Erasmo desde cedo auxiliava não só sua mãe em suas responsabilidades, como os professores nas aulas.
Naquela época, era, também conhecido por ser o “menino brincava de imitar os pregadores”. Revelando a sua vocação, de certa forma, desde pequeno.
Em 1890, conclui o curso primário em Botucatu e se muda para São Paulo com o plano de ingressar na Escola Americana. Também fazia parte desse plano que Erasmo seguisse a carreira de Direito e se formasse na Escola de Direito do Largo São Francisco, na qual foi aprovado.
Sua vocação e chamado, no entanto, se tornou clara para Erasmo antes que se matriculasse no Largo São Francisco e decidiu, então, começar os estudos no recém criado Instituto Teológico (1893-1897) concluindo os seus estudos com 20 anos.
Ainda aos 20 anos de idade, se transferiu para o Rio de Janeiro onde foi ordenado Ministro do Evangelho. Após a sua ordenação tornou- se pastor da Congregação Presbiteriana de NiteróiI/RJ e em seguida fundou o jornal "O Puritano". Quatro anos depois, com 24 anos encontra com Olindina Jardim sua futura mulher. Após o casamento, Erasmo e Olindina voltam para São Paulo, uma vez que Erasmo foi convidado a exercer o magistério no Mackenzie College e no Seminário Presbiteriano.

## Mestre, professor e educando
Sua vocação para a docência, levou Erasmo Braga a lecionar nas seguintes instituições:
- Colégio Progresso (Niterói)
- Mackenzie College (São Paulo)
- Seminário Presbiteriano (São Paulo e Campinas)
- Ginásio “Culto à Ciência” (Campinas)
- Faculdade de Teologia das Igrejas Evangélicas (Rio de Janeiro)

Em 1909 foi um dos fundadores da Academia Paulista de Letras juntamente com Benedito Otávio de Oliveira, Alberto Faria, Raul Soares de Moura e Basílio Magalhães.
Instituições científicas, de estudo do território paulista, do ramo artístico, de serviços humanitários e éticos e de educação também tiveram sua participação seja como correspondente ou efetivo. Algumas das instituições das quais foi membro ao longo dos anos:
- Sociedade Científica de São Paulo (1903)
- Comissão Geográfica e Geológica do Estado de São Paulo
- Centro de Ciências (Campinas)
- Letras e Artes de Campinas
- Comissão Brasileira de Cooperação
- Rotary Club (Rio de Janeiro)
- Associação Brasileira de Educação
- Academia Fluminense de Letras
- Académie Latine des Sciences
- Arts et Belles Lettres (Paris)
- Société Académique d’Histoire Internationale (Buenos Aires)
- Sociedad Missionera Nacional (Lima)
- Diretoria da Instrução do Governo do Estado de São Paulo.

## O Líder da Cooperação - Igreja Presbiteriana do Brasil
A implantação da Igreja Presbiteriana do Brasil (IPB) e dos seus dogmas, valores e princípios no Brasil foi dividida em períodos específicos, começando em 1859 com o período da Implantação, em que o fundador da IPB Ashbel Green Simonton veio ao Brasil. Em 1869, se inicia o período da Consolidação, em que os primeiros missionários da Igreja do Sul dos EUA (PCUS), George N. Morton e Edward Lane, trouxeram novos meios de evangelização para o Brasil. Em 1888, se estabelece o período da Dissensão com a conquista da autonomia da IPB as igrejas norte americanas; em 1903 a Reconstituição em que a IPB já estava com mais de 10 mil membros; em 1917 se inaugura o período de Cooperação do qual Erasmo Braga foi o principal líder. Em 1932, com o período de Organização, a IPB reorganiza sua estrutura de funcionamento e em 1959, a Polarização foi caracterizada pelo impacto na IPB pela divisão dos Brasileiros entre conservadores e progressistas e o regime militar de 1964.
A liderança de Erasmo Braga no quinto período - Cooperação de 1917 a 1932 - de implantação da Igreja Presbiteriana do Brasil foi essencial uma vez que a sua experiência de vida se desenvolveu em um momento em que todas as igrejas protestantes no Brasil procuravam se fortalecer frente a secularização do catolicismo e conquistar a evangelização dos brasileiros. O diferencial de Erasmo e desse período foi identificar que a disputa entre crenças e religiões diferentes poderia se evolver no diálogo e na cooperação entre não só indivíduos, como instituições, valores, dogmas e princípios.
Foi nomeado secretário da Comissão Brasileira de Cooperação, entidade que desenvolveu a cooperação entre a grande maioria das igrejas evangélicas do Brasil e fundou no Rio de Janeiro o chamado Seminário Unido, em que as instituições se reuniam entre si, em busca do unitário baseados no conceito do ecumenismo.
Erasmo Braga auxiliou, também nesse período, na fundação de duas instituições essenciais para o movimento da cooperação:
- Instituto José Manoel da Conceição, São Paulo (1928)
- Associação de Catequese dos Índios (1928)[3][1]

## Missões - "Nenhum de nós vive por si mesmo, nem morre para si mesmo" (Rm 14:7)
Seu versículo da bíblia preferido da bíblia: "Nenhum de nós vive por si mesmo, nem morre para si mesmo"(Rm 14:7), certamente foi condizente com suas contribuições. Erasmo Braga combinou sua fé inabalável e sua vocação para a docência ao longo de sua vida e se dedicou a participar de missões, conferências, concílios, ações cristãs e congressos entre 1916 e 1931:
- Missão em Portugal
- Federação das Escolas Evangélicas
- Missão de Catequese Caiuás
- Confederação Evangélica do Brasil
- Igreja Presbiteriana do Brasil[9]

## Ação Social
Acreditava que:
| “ | Servir à comunidade é um modo esplêndido de testemunhar de Cristo tanto na vida privada quanto na pública. | ” |

A linguagem de Braga, voltada para uma “cristianização da ordem social”, era muito semelhante à da teologia do evangelho social, cujo principal representante era o norte-americano Walter Rauschenbusch.

## A Série Braga - Moralidade protestante e introdução à Literatura
Em 1910, Erasmo Braga passou a se dedicar a uma série de cartilhas didáticas para utilização no Ensino Fundamental ou Ensino Primário, que naquela época era dividido em quatro séries de um ano. O objetivo era a produção de um material dividido em quatro volumes, um para cada ano, que pudesse servir de apoio para o educador e o educando possibilitando a formação da identidade deste último através de valores protestantes. O plano da série era facilitar o aprendizado da leitura e da escrita tal como é o aprendizado da linguagem oral, através do incentivo de sentimentos, imaginação e raciocínio, além de incentivar e influenciar o contato dos educandos com a literatura em geral. Dessa forma, a escrita, a leitura e a fala do educando se nivelariam em um mesmo plano com a mesma riqueza sensorial e expressiva.
Os volumes são constituídos de textos e narrativas que tratam de assuntos interdisciplinares enquanto pregam valores e princípios da moralidade e da ética de acordo com os dogmas protestantes, que, segundo Braga, são essenciais para uma educação transformadora e de qualidade, uma vez que motivam e influenciam o educando corretamente em direção à sua identidade.
A Série Braga foi editada mais de cem vezes e continuou a ser impressa até quarenta anos depois do seu lançamento. A cada nova edição, Braga corrigia diferentes detalhes da forma e do conteúdo do material, sempre preocupado em adaptar a linguagem de acordo com a capacidade de entendimento de cada série e o conteúdo, acompanhando as inovações das disciplinas básicas, tal como:  História, Ciências, Artes, Matemática e Geografia. Mesmo após a morte do autor, essa preocupação com a atualização e a adaptação do material foi honrada pelo educador Lourenço Filho que revisou as cartilhas editando e reavaliando a coerência atual entre o objetivo geral da série, sua lições individuais e a linguagem empregada. Em 1930 todos os volumes foram traduzidos para o japonês por uma solicitação do diretor da Missão Japonesa no Brasil (Sr. Midori Kobayashi) em função de apoiar e facilitar a integração de imigrantes japoneses. Segundo o Sr. Midori Kobayashia, a obra era ideal para as crianças imigrantes aprenderem a ler e se tornarem boas cidadãs brasileiras. [13]
Os tema abortados variavam entre família, amizade, fauna e flora, brinquedos, jogos e entretenimento, entre outros. A moralidade, princípios e dogmas protestantes pregados eram constantes, sempre remetendo ao respeito para com os outros, a divindade de Deus e da natureza, o patriotismo, a apreciação das tradições brasileiras e a compreensão do verdadeiro valor do trabalho. Essa relação e comparação entre temas sociais e dogmas protestantes é abordada em cada volume de uma forma particular, veja abaixo.
- Volume I - Leitura Intermediária

No primeiro volume da Série Braga, o autor aborda valores como: o direito ao lazer em que narra viagens e atividades na praia, descreve brinquedos e brincadeiras com bonecas, piões, petecas, barcos e trampolins; cuidado e carinho com animais discorrendo sobre a relação entre o homem e cães, gatos, borboletas, girafas, coelhos, vespas, pombas e cavalos; lições de moral apontando a moralidade em diferentes situações narradas, como a dignidade no trabalho de um ferreiro e os males e consequências da inveja estrelando um rato pensante como personagem principal; importância e valor dos laços familiares com histórias e lições como "Bom Rapaz" e "A Vovó"; etiqueta e boas maneiras em narrativas que retratam a gula, regras como a hora de dormir e boas maneiras à mesa de jantar e o civismo e patriotismo como nas lições: "Hino da Bandeira" e "Última Festa Escolar (Dia da Bandeira)".
- Volume II - Patriotismo

No segundo volume o vínculo das lições e narrativas com as matérias do terceiro ano do ensino primário de tornam mais evidentes. O autor divide esses conhecimentos de ciências, elementos e fenômenos da natureza, história brasileira, direitos e deveres, geografia e química (como a apresentação de metais como Ouro e Prata) de forma a contextualizá-los dentro de uma narrativa infantil, distanciando-se do modelo resumo de outros materiais didáticos. Dessa forma, as cartilhas aproximavam esses conhecimentos a experiências imagéticas e sensoriais. O segundo volume foi marcado principalmente por seu conteúdo patriota e nacionalista, portanto o valor do civismo é reincidente em lições como: "Pátria...Bandeira", "Saudação Brasileira", "Patrimônio Moral" e "Visão da Grande Pátria", com o diferencial do vocabulário mais articulado e uma estrutura narrativa menos óbvia e desenvolvida em grau superior, com leves referências ao drama, romance, terror, entre outros gêneros. Outros valores abordados, são, por exemplo, a relação de troca entre o homem e a natureza (Lição: "Quando não houver mais florestas") , os perigos da natureza selvagem (Lição "A eminência de um perigo") e a introdução ao lirismo e poesia (Lições "Saudade Esperançosa" e "À tarde").
- Volume III - Ensinar a mocidade a ler

No terceiro volume elementos da literatura como verso, prosa, rima, critérios fônicos, semânticos e formais são desenvolvidos em sincronia com o desenvolvimento dos educandos. Narrativas ficcionais tais como fábulas, mitos, apólogos e lendas são evidenciados estimulando a criatividade, o estudo da forma de linguagem como ferramenta estética e a abordagem de temas de cidadania e convivência social. Nessa leitura, Erasmo Braga inclui exercícios em que o próprio educando deve ler e interpretar narrativas e, posteriormente, aportar individualmente a moralidade e os princípios representados na história. O próprio autor explicitou no prefácio do terceiro volume os principais objetivos do material, os quais são: formar imagens mentais, pensar, interpretar e sentir e ainda acrescenta: "Tentamos, neste volume, collaborar com os collegas de magistério, offerencendo-lhes este material de interesse e proveitoso mister - ensinar a mocidade a ler. (BRAGA, Erasmo). Alguns dos valores diretamente abordados são: a criação divina (Lições "O primeiro Dente" e "Hino ao Criador"); apreciação da literatura (Lições "Autobiografia (história do livro)", "O Papiro" e "A imprensa"). Neste último, Erasmo Braga atribui grande enfoque para a importância dos meios de comunicação, dos comunicadores e da linguagem em suas diversas maneiras de expressão.
- Volume IV - O remate feliz

No quarto volume, curiosamente, todo o material do terceiro volume é repetido. Isso acontece intencionalmente, como exercício de fixação. A revisão e edição do professor Lourenço Filho agrega em grande escala a série de livros didáticos de Erasmo Braga, uma vez que ressalta no prefácio o verdadeiro objetivo por trás da coleção e um dos valores mais básicos para Braga: a importância da literatura e o gosto pela leitura. Lourenço Filho ainda acrescenta: "Haveria de ter pensado assim, certamente, o bom mestre que foi Erasmo Braga, ao compor a sua série de leituras, de que este livro é o remate feliz"(FILHO, Lourenço) 

## Outras obras
- - Lições Bíblicas para as Escolas Dominicaes - Quarto Anno: Imprensa Methodista, publicado em 1925.[25][6]
  - Pan-americanismo: aspecto religioso, o relatório e interpretação do Congresso de ação cristã na America latina, reunido no Panamá de 10 a 19 de fevereiro de 1916.[26]
  - A República do Brasil: uma análise da situação religiosa (The Republic of Brazil: A Survey of the Religious Situation): World dominion Press, 1932.[27]
  - O Glossário Hebreu-Português
  - Os Judeus no Brasil
  - Inquisição na América do Sul (1917)
  - Do 59 Cesto da Gávea
  - Religião e Cultura
  - Religiões Comparadas.

## Erasmo e a Reforma Educacional de 1930
Em 1889, com a Proclamação da República, se tornou cada vez mais evidente para a sociedade brasileira, corpos docentes, políticos e estudiosos a necessidade do desenvolvimento e a incrementação de materiais didáticos e da literatura infantil, que naquele período era pouco rica. Por esse e outros motivos, as reformas no sistema educacional nacional se tornam pauta mais frequentemente entre cidadãos, em congressos e em instituições de ensino por todo o Brasil. Essa discussão e preocupação se intensifica com novas leis e pareceres estabelecidos por intelectuais como Ruy Barbosa, Benjamin Constant e Epitáfio Pessoa.
Nesse contexto, se iniciou um período em que foram traduzidas e adaptadas para o Português diversas obras estrangeiras, infantis ou não. Escritores passaram a se dedicar, também, a criação de novos materiais didáticos e livros infantis, principalmente com o foco no aprendizado, civismo e patriotismo.
Erasmo Braga foi destaque entre esses escritores com a publicação da Série Braga e foi, em seguida, convidado a participar da comissão de sugestões ao governo Brasileiro sobre a reforma educacional de 1930.

## Jornais e Revistas
Devido à sua paixão pela escrita, literatura e educação, Erasmo Braga era frequentemente convidado e se oferecia para escrever artigos, pesquisas e opiniões - baseadas nos seus estudos e nas suas experiências - para as mais variadas revistas e jornais da época. Listados abaixo alguns exemplos: 
- O Combate
- A Era
- O Dia
- A Notícia
- O Paíz
- Echo Phonographico
- Correio Paulistano
- Revista de Missões Nacionais Portugal Evangélico
- A Reforma
- Revista da Cultura Religiosa

## Traduções
Erasmo Braga, por ser poliglota traduziu, também, uma série de livros, alguns exemplos abaixo:
- O Dilúvio de Sienkewckz em colaboração com Teófilo Barbosa (1901);
- Revelações do Século III (1904) em colaboração com seu pai;
- Novelas Inglesas (1906);
- Canção do Peregrino Sírio de Knight (1907);
- Aprender e Ensinar de Sheridan e White (1922);

- A Tragédia da Guanabara, editada por Domingos Ribeiro em 1917

## Últimos Anos - Erasmo e Olindina adoecem
Em 1932 Erasmo e Olindina, sua mulher, adoecem devido à pneumonia e, depois de 31 anos juntos, falecem.
Olindina falece em 19 de abril e Erasmo logo em seguida, 11 de maio daquele mesmo ano.[8]
A notoriedade e respeito pela jornada de vida de Erasmo era tamanha que o jornal O Estado, de Niterói, publicou a seguinte nota de falecimento:
“O prestígio que este eminente intelectual desfrutava em Niterói e nos melhores círculos da sociedade brasileira mostra à evidência as qualidades múltiplas de sua individualidade, porque Erasmo Braga, que não era grande comerciante, que não era grande industrial, que não era banqueiro, uma fortuna maior possuía: a do seu alto espírito sempre voltado para o bem coletivo”.

## Homenagens: Instituições de Ensino que levam seu nome
- Colégio Estadual Prof. Erasmo Braga (São Gonçalo/RJ);[6]
- Escola Presbiteriana Rev. Erasmo Braga (Dourados/MS);
- Instituto Erasmo Braga (Mineiros/GO);
- Instituto Cultural Beneficente Erasmo Braga (Itaperuna/RJ);
- Escola Estadual Erasmo Braga (Tatuapé/SP).